# علي بن حسن بن عجلان
نور الدين علي بن الحسن بن عجلان بن رميثة بن أبي نمي مُحَمَّد الأول الهاشمي القرشي (1405-1450) كان شريف مكة من 1441 إلى 1443 وحاكماً عليها نيابةً عن الدولة المملوكية.

## النشأة
ولد علي في مكة قرب سنة 807 هـ (حوالي 1405/1404م). حيث كان والده أمير مكة الحسن بن عجلان، وأما أمه فهي حفيدة مغامس بن رميثة، حيث كان من فتيان بني حسن وشاباً حسناً.

## الحياة العملية
عين أميراً على مكة بدلاً من أخيه بركات يوم الاثنين 16 جمادى الأولى 845هـ (2 أكتوبر 1441 م). ووصل خبر تعيينه إلى مكة صباح الأربعاء 14 رجب 845هـ (29 نوفمبر 1441م)، وفي ذلك المساء غادر بركات مكة وتم الدعاء على المنبر للأمير دون ذكر اسمه، وفي الليلة التالية تم الدعاء بإسم علي، كما كان مرسوم تنصيبه مؤرخة في 23 جمادى الثاني (8 نوفمبر 1441).
قام الأتراك بخلعه سنة 846 هـ لصالح أخيه أبي القاسم في شوال 846 هـ (فبراير 1443م) ثم حملوه مقيداً إلى القاهرة، فسجن في البرج، ثم نقل إلى الإسكندرية حتى انتهى به المطاف في دمياط حتى وفاته.

## وفاته
توفي علي في دمياط من مصر 853 هـ / 1450 م عن عمر 45 عاماً تقريباً، وذلك بعد أن نفاه السلطان المملوكي ونفى أخيه إبراهيم معه مع آخرين.

## ملحوظات
1. 1 2 3  التاريخ، تراحم عبر. "علي بن حسن بن عجلان الحسني أبي القاسم". tarajm.com. مؤرشف من الأصل في 2023-10-11. اطلع عليه بتاريخ 2023-09-13.
2. ↑  Ibn Fahd 1988، صفحات 490–491.
3. ↑  al-Ghāzī 2009، صفحات 292–293.